# Мало Липє
Мало Липє (словен. Malo Lipje) — поселення в общині Жужемберк, регіон Південно-Східна Словенія, Словенія. Висота над рівнем моря: 270,3 м.